# Saint-Jean-de-Crieulon
Pour les articles homonymes, voir Saint-Jean.
Saint-Jean-de-Crieulon est une commune française située dans le centre du département du Gard en région Occitanie.
Exposée à un climat méditerranéen, elle est drainée par le ruisseau de Crieulon, le ruisseau de Vergalous et par un autre cours d'eau. La commune possède un patrimoine naturel remarquable composé d'une zone naturelle d'intérêt écologique, faunistique et floristique.
Saint-Jean-de-Crieulon est une commune rurale qui compte 254 habitants en 2022, après avoir connu une forte hausse de la population depuis 1962.  Ses habitants sont appelés les Crieulonois ou  Crieulonoises.

## Géographie

### Typologie
Au 1er janvier 2024, Saint-Jean-de-Crieulon est catégorisée commune rurale à habitat dispersé, selon la nouvelle grille communale de densité à sept niveaux définie par l'Insee en 2022.
Elle est située hors unité urbaine et hors attraction des villes,.

### Milieux naturels et biodiversité

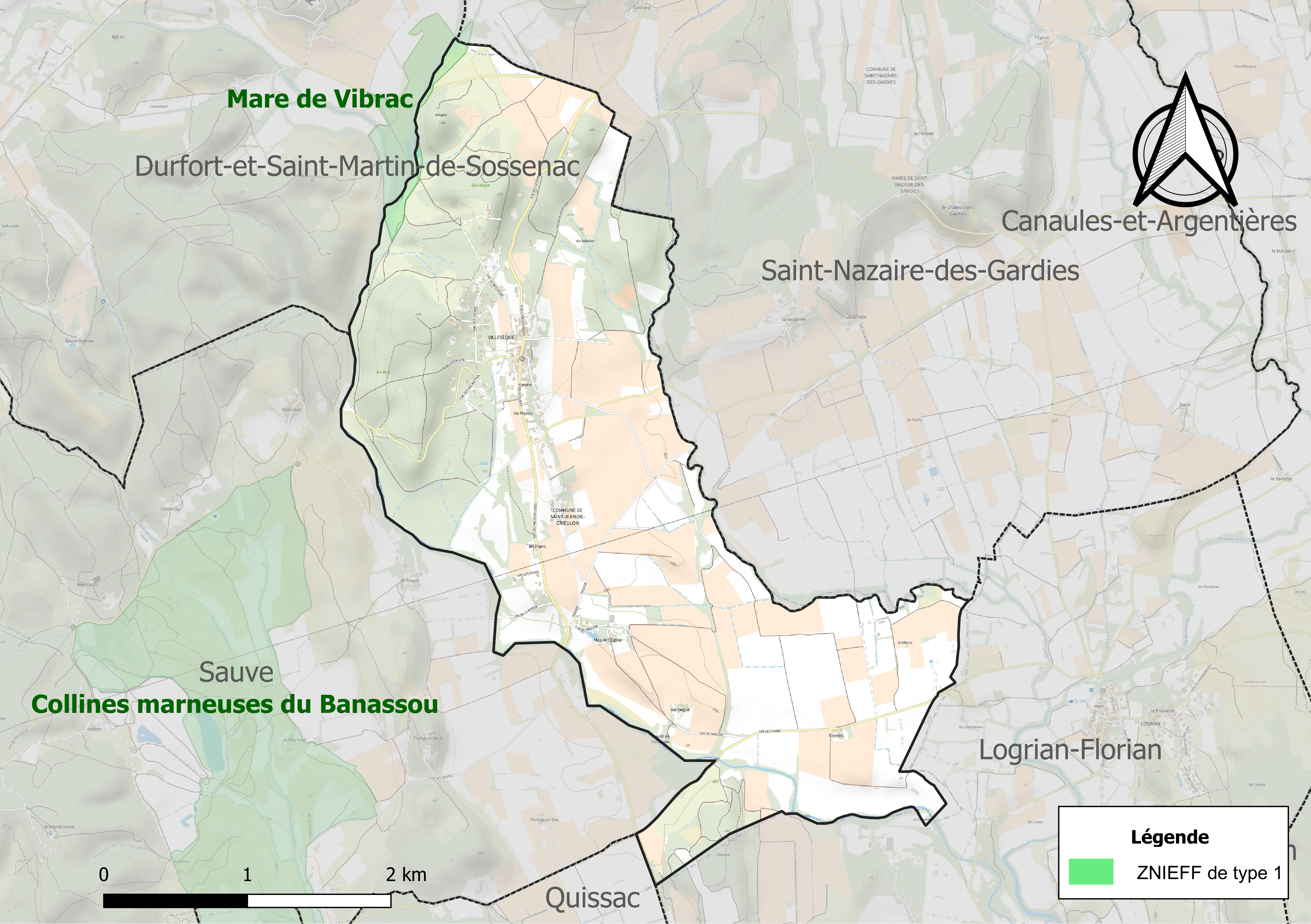
Carte de la ZNIEFF de type 1 localisée sur la commune.

L’inventaire des zones naturelles d'intérêt écologique, faunistique et floristique (ZNIEFF) a pour objectif de réaliser une couverture des zones les plus intéressantes sur le plan écologique, essentiellement dans la perspective d’améliorer la connaissance du patrimoine naturel national et de fournir aux différents décideurs un outil d’aide à la prise en compte de l’environnement dans l’aménagement du territoire.
Une ZNIEFF de type 1 est recensée sur la commune :
la « mare de Vibrac » (20 ha), couvrant 3 communes du département.

## Histoire
La commune tire son nom du prieuré Saint-Jean, aujourd’hui mas de l’Église, au sud du territoire communal. Le centre de la commune est aujourd'hui le hameau de Villesèque, qui s’est développé au carrefour de la route de Quissac à Anduze et d’une voie menant à Sauve.
La première source évoquant la commune mentionne d’ailleurs Villesèque, en 1292 dans le cartulaire de Psalmodi. On ne trouve mention de Saint-Jean qu’en 1582, dans le Tarif universel du diocèse de Nîmes.
Au cours de la Révolution française, la commune porte provisoirement le nom de Crieulon.
Au XIX e s., les archives d’un grand propriétaire nous donnent un aperçu du territoire communal : dans l’ordre d’importance, il comprend des pâturages, des bois, des terres cultivées en céréales, et très résiduellement de la vigne, des mûriers et des oliviers. On a donc encore, au début du XIX e s., une économie tournée vers l’élevage ovin, pour les grands mas en tous cas. L'énergie hydraulique du Crieulon est exploitée par plusieurs moulins. Rivoire indique, en 1842, le développement récent du village, à la place de ce qui n’était avant la Révolution que bruyères et landes, sans donner de précisions. La commune compte quelque 170 habitants dans les années 1840. Elle connaît, comme les communes alentour, un fort développement de l’élevage du ver à soie : le domaine de Vestric, spécialisé dans la culture du mûrier, débordait de Sauve sur le territoire de Saint-Jean-de-Crieulon.

## Politique et administration
| Période                                  | Période  | Identité        | Étiquette | Qualité                     |
| ---------------------------------------- | -------- | --------------- | --------- | --------------------------- |
| mars 1977                                | 2001     | Michel Hoppe    |           |                             |
| mars 2001                                | 2008     | Robert Rigal    | DVG       |                             |
| mars 2008                                | 2014     | Béatrice Fallot | DVG       |                             |
| mars 2014                                | En cours | Sonia Rifkin    | DVG       | Retraitée Fonction publique |
| Les données manquantes sont à compléter. |          |                 |           |                             |

## Démographie
L'évolution du nombre d'habitants est connue à travers les recensements de la population effectués dans la commune depuis 1793. Pour les communes de moins de 10 000 habitants, une enquête de recensement portant sur toute la population est réalisée tous les cinq ans, les populations de référence des années intermédiaires étant quant à elles estimées par interpolation ou extrapolation. Pour la commune, le premier recensement exhaustif entrant dans le cadre du nouveau dispositif a été réalisé en 2008.

En 2022, la commune comptait 254 habitants, en évolution de +2,42 % par rapport à 2016 (Gard : +2,97 %, France hors Mayotte : +2,11 %).
| 1793 | 1800 | 1806 | 1821 | 1831 | 1836 | 1841 | 1846 | 1851 |
| ---- | ---- | ---- | ---- | ---- | ---- | ---- | ---- | ---- |
| 146  | 99   | 120  | 129  | 152  | 160  | 176  | 162  | 179  |

| 1856 | 1861 | 1866 | 1872 | 1876 | 1881 | 1886 | 1891 | 1896 |
| ---- | ---- | ---- | ---- | ---- | ---- | ---- | ---- | ---- |
| 180  | 176  | 171  | 174  | 169  | 125  | 136  | 135  | 142  |

| 1901 | 1906 | 1911 | 1921 | 1926 | 1931 | 1936 | 1946 | 1954 |
| ---- | ---- | ---- | ---- | ---- | ---- | ---- | ---- | ---- |
| 159  | 168  | 151  | 125  | 111  | 110  | 123  | 98   | 100  |

| 1962 | 1968 | 1975 | 1982 | 1990 | 1999 | 2006 | 2008 | 2013 |
| ---- | ---- | ---- | ---- | ---- | ---- | ---- | ---- | ---- |
| 99   | 106  | 112  | 121  | 151  | 146  | 197  | 212  | 238  |

| 2018 | 2022 | - | - | - | - | - | - | - |
| ---- | ---- | - | - | - | - | - | - | - |
| 243  | 254  | - | - | - | - | - | - | - |

## Économie

### Revenus
En 2018  (données Insee publiées en septembre 2021), la commune compte 107 ménages fiscaux, regroupant 250 personnes. La médiane du revenu disponible par unité de consommation est de 20 420 € (20 020 € dans le département).

### Emploi
|                | 2008   | 2013  | 2018  |
| -------------- | ------ | ----- | ----- |
| Commune        | 6,7 %  | 6,3 % | 6,9 % |
| Département    | 10,6 % | 12 %  | 12 %  |
| France entière | 8,3 %  | 10 %  | 10 %  |

En 2018, la population âgée de 15 à 64 ans s'élève à 145 personnes, parmi lesquelles on compte 68,3 % d'actifs (61,4 % ayant un emploi et 6,9 % de chômeurs) et 31,7 % d'inactifs,. Depuis 2008, le taux de chômage communal (au sens du recensement) des 15-64 ans est inférieur à celui de la France et du département.
La commune est hors attraction des villes,. Elle compte 29 emplois en 2018, contre 23 en 2013 et 16 en 2008. Le nombre d'actifs ayant un emploi résidant dans la commune est de 89, soit un indicateur de concentration d'emploi de 32,4 % et un taux d'activité parmi les 15 ans ou plus de 49 %.
Sur ces 89 actifs de 15 ans ou plus ayant un emploi, 19 travaillent dans la commune, soit 21 % des habitants. Pour se rendre au travail, 86,5 % des habitants utilisent un véhicule personnel ou de fonction à quatre roues et 13,5 % n'ont pas besoin de transport (travail au domicile).

### Activités hors agriculture
22 établissements sont implantés  à Saint-Jean-de-Crieulon au 31 décembre 2019. Le tableau ci-dessous en détaille le nombre par secteur d'activité et compare les ratios avec ceux du département,.
Le secteur du commerce de gros et de détail, des transports, de l'hébergement et de la restauration est prépondérant sur la commune puisqu'il représente 40,9 % du nombre total d'établissements de la commune (9 sur les 22 entreprises implantées  à Saint-Jean-de-Crieulon), contre 30 % au niveau départemental.

### Agriculture
Le nombre d'exploitations agricoles en activité et ayant leur siège dans la commune est de 8 lors du recensement agricole de 2020 et la surface agricole utilisée de 168 ha,.

## Culture locale et patrimoine

### Lieux et monuments
- Petit cimetière :

La création de ce cimetière fait suite au décret impérial du 23 prairial an XII, interdisant pour des raisons d'hygiène l'inhumation en centre-bourg. L'inhumation dans les propriétés privées, telle que la pratiquaient les populations protestantes, se trouve interdite dans les villages. La commune construit donc ce cimetière commun aux deux communautés. La commande définit très précisément les matériaux utilisés, ainsi que la plantation d’une haie destinée à séparer les communautés. La porte d'entrée doit être strictement placée au milieu. L'emplacement est définitivement abandonné dans les années 1930, lorsqu'un nouveau cimetière est construit. Ce petit cimetière est aujourd'hui privé.
- « Pont à chèvres », aussi appelé « pont romain » pour le passage du bétail : le cadastre, au début des années 1800, indique bien le moulin de Beaucous et sa digue, mais ne semble pas indiquer le pont : celui-ci pourrait être postérieur à la première moitié du XIXe siècle.
- L'église Saint-Jean-Baptiste de Villesèque datant du XIIe siècle est certainement le vestige le plus ancien de la localité. Bien que partiellement remaniée, elle offre une particularité singulière sur le plan architectural avec la reconstruction de l'abside. On peut la voir au Mas de l'église, qui était l'ancien prieuré de Saint-Jean dont les traces sont nombreuses dans la documentation de l'époque. (propriété privée s'adresser au propriétaire).